# Philodina cristata
Philodina cristata är en hjuldjursart som beskrevs av Donner 1949. Philodina cristata ingår i släktet Philodina och familjen Philodinidae. Inga underarter finns listade i Catalogue of Life.